# Viaduc du Loing
Pour les articles homonymes, voir Loing (homonymie).
Le viaduc sur le Loing, ou viaduc du Loing, est un pont métallique de type bipoutre français franchissant le Loing entre Cepoy et Fontenay-sur-Loing, dans le département du Loiret et la région Centre-Val de Loire. Il supporte l’autoroute A19.

## Fonction
Il s'agit d’un viaduc à deux fois deux voies permettant à l’autoroute A19 de franchir toute la vallée du Loing entre les communes de Cepoy et Fontenay-sur-Loing. L'ouvrage surplombe ainsi le canal, le Loing, les anciennes gravières et la voie de chemin de fer Montargis-Moret. Après avoir franchi cette dernière et juste avant l'échangeur de Fontenay-sur-Loing, l'autoroute passe sous la route nationale 7.

## Descriptif
Le viaduc de l'A19 est le plus long viaduc mixte de France. Sa longueur de 1 008 m est très largement supérieure aux longueurs moyennes d’ouvrages similaires avoisinant les 500 à 600 mètres. La surface du tablier est de 18 000 m2.
Il s’agit d’un pont mixte acier-béton, une structure métallique posée sur des appuis intermédiaires, les piles, sur lesquels est posé un tablier supportant la dalle en béton de la chaussée. Il comporte 16 travées dont la portée courante est de 63,75 m. La hauteur sous ouvrage est variable de 7,5 m à 15 m,.
Le viaduc se caractérise par une légère pente de 0,8 % (soit moins de 1 cm par mètre) vers l'ouest.
Sa mixité charpente métallique-tablier béton ont nécessité des joints de dilatation de 600 mm à chaque extrémité, les plus grands de France.

## Travaux
Les travaux ont duré 24 mois, du 2 janvier 2007 au 13 janvier 2009. Chaque structure, depuis sa plate-forme d'assemblage située au sol au centre du viaduc, assemblait, soudait, élevait et lançait ses tronçons de tablier de 37 mètres et 160 tonnes à gauche et à droite.

### Le franchissement de la voie SNCF
La principale difficulté a surtout résidé dans le lancement de la charpente métallique au-dessus de la voie SNCF et le respect impératif de la date des 6 et 7 octobre 2007 retenue un an auparavant, du fait de l'ouverture du réseau ferré français au trafic européen. À partir de là et depuis le début du chantier, face à un planning tendu, aucun retard n'était admissible ni en charpente métallique, ni en génie civil.
Cette opération était exceptionnelle par son envergure puisque 250 mètres de tablier et 1 000 tonnes de charpente métallique devaient être hissées puis tirées de pile en pile, sous trafic SNCF dessous. Elle fut réalisée à la date prévue, sans contretemps.

### Les entreprises
Les entreprises Baudin-Chateauneuf et la société Eiffel ont réalisé chacune la moitié de la charpente métallique.
D'autres entreprises locales ont participé au projet : Cemex pour le béton, Sendin pour le ferraillage, Tinet TP pour le terrassement avec la carrière de Souppes-sur-Loing.

## Pour approfondir